# Gash-Barka
Gash-Barka est l'une des six régions administratives de l'Érythrée. Elle s'étend sur 33 200 km2 et abrite une population de 723 867 habitants en 2009. Sa capitale est Barentu. 

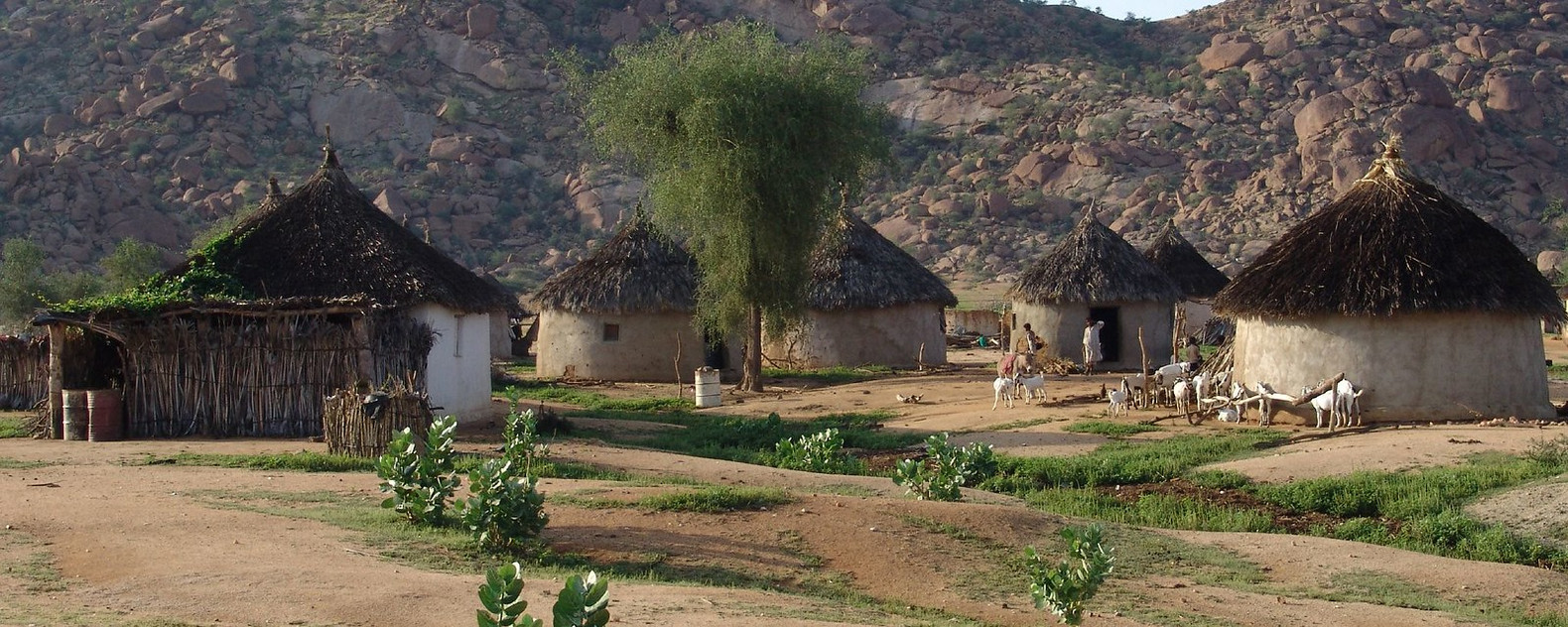
Village de la région de Gash-Barka